# Villafranca Padovana
Villafranca Padovana ist eine nordostitalienische Gemeinde (comune) mit 10.561 Einwohnern (Stand 31. Dezember 2023) in der Provinz Padua in Venetien. Die Gemeinde liegt etwa 11 Kilometer nordwestlich vom Stadtkern Paduas westlich der Brenta. 

## Geschichte
1190 wird Villafranca Padovana erstmals urkundlich erwähnt. An der Grenze zwischen dem Einflussgebiet Paduas und Venedigs konnte die Ortschaft eine Zeit lang sich frei von äußeren Einflüssen entfalten.
Von 1556 bis 1567 errichtete Andrea Palladio im Ortsteil Cicogna die Barchessa di Villa Thiene.

## Verkehr
An der früheren Bahnstrecke von Padua über Piazzola sul Brenta nach Carmignano bestand bis 1958 ein Bahnhof. Die Strecke ist dann zurückgebaut worden, sodass der sich nächste Gleisanschluss in Padua befindet.